# Dillon Cassar
Dillon Cassar (* 1. März 1997) ist ein maltesischer Leichtathlet, der im Mittel- und Langstreckenlauf an den Start geht.

## Sportliche Laufbahn
Erste Erfahrungen bei internationalen Meisterschaften sammelte Dillon Cassar im Jahr 2019, als er bei den U23-Europameisterschaften in Gävle in 15:30,77 min den 23. Platz im 5000-Meter-Lauf belegte. Anschließend vertrat er Malta bei der 2. Liga der Team-Europameisterschaft in Varaždin über 3000 Meter und wurde im Dezember bei den Crosslauf-Europameisterschaften in Lissabon in 27:58 min 81. im U23-Rennen. 2021 trat er bei der 3. Liga der Team-Europameisterschaft in Limassol über 5000 Meter an und erreichte bei den Crosslauf-Europameisterschaften in Dublin nach 35:03 min Rang 76. Im Jahr darauf belegte er bei den Mittelmeerspielen in Oran in 1:14:41 h den zehnten Platz im Halbmarathon und 2023 gewann er bei den Spielen der kleinen Staaten von Europa (GSSE) in Marsa in 30:37,83 min die Bronzemedaille im 10.000-Meter-Lauf hinter seinem Landsmann Jordan Gusman und Bob Bertemes aus Luxemburg. Im Oktober lief er bei den Straßenlauf-Weltmeisterschaften in Riga nach 1:08:20 h auf dem 79. Platz im Halbmarathon durchs Ziel. Bei den Straßenlauf-Europameisterschaften 2025 in Löwen wurde er in 1:07:45 h 37. im Halbmarathon und anschließend belegte er bei den GSSE in Andorra la Vella in 32:18,94 min den sechsten Platz über 10.000 Meter. Daraufhin belegte er bei den Balkan-Meisterschaften in Volos in 14:41,05 min den siebten Platz im 5000-Meter-Lauf.
In den Jahren 2019 und 2020 sowie 2022, 2023 und 2025 wurde Cassar maltesischer Meister im 5000-Meter-Lauf sowie 2023 über 3000 Meter und 2025 über 1500 Meter. Zudem wurde er 2021 Landesmeister im Crosslauf sowie 2024 und 2025 im 5-km-Straßenlauf sowie 2024 auch im 10-km-Straßenlauf.

## Persönliche Bestleistungen
- 1500 Meter: 3:58,64 min, 5. Juli 2025 in Marsa
- 3000 Meter: 8:29,26 min, 6. Juli 2022 in Marsa
- 5000 Meter: 14:30,47 min, 14. Juni 2025 in Wien
- 10.000 Meter: 30:37,83 min, 30. Mai 2023 in Marsa
- 5-km-Straßenlauf: 14:48 min, 16. März 2025 in Ta’ Qali (maltesischer Rekord)
- 10-km-Straßenlauf: 30:18 min, 19. März 2023 in Lille
- Halbmarathon: 1:05:57 h, 16. Februar 2025 in Barcelona